# Таємний посол (фільм)
«Таємний посол» — радянський двосерійний історичний художній фільм 1986 року, знятий режисером Халмамедом Какабаєвим на кіностудії «Туркменфільм».

## Сюжет
За мотивами роману Ю. Бєлова «Вода мертва і жива». Туркменія XVIII століття. За волею владик Хівінського ханства колись квітуча земля перетворена на пустелю. Щоб зібрати воєдино розкидані кочові племена і зробити свій народ незалежним, старійшина одного з племен Ходжанепес потай вирушає до Санкт-Петербурга просити допомоги у Петра I. Зацікавлений у зміцненні південних кордонів цар посилає до Туркменії експедиційний корпус князя Черкаського, проте робить прикру помилку: вислухавши Хана, який почув про візит Ходжанепеса до російської столиці, цар ділить експедицію на два загони і, тим самим, дає прекрасну можливість розправитися зі своїми воїнами.

## У ролях
- Нурберди Аллабердиєв — Ходжанепес
- Володимир Некрасов — Івашка
- Чари Ішанкулієв — Назаралі
- Грігоре Григоріу — Черкаський
- Ігор Пушкарьов — Олексій Святий, російський купець
- Олександр Лазарев — Петро Перший
- Ходжадурди Нарлієв — Ширгазі хан
- Ека Кутателадзе — Фатіма
- Бадрі Бегалішвілі — Саманов
- Юсуп Кулієв — Оразнепес
- Ораз Амангельдиєв — Шаді
- Мухаммед Черкезов — батько Ходжанепеса
- Ата Аловов — шейх Карамет
- Даврон Аллабердиєв — Бегенч
- Володимир Новиков — Кожин
- Микола Скоробогатов — Чиріков
- Олег Корчиков — Тібей
- Любов Полехіна — Марфа
- Ата Довлетов — Яралі-ішан
- Гельди Сейдієв — Агамамед-нукер
- Імамберди Суханов — епізод
- Язгельди Сеїдов — епізод
- Аман Одаєв — Долумбек
- Алтин Ходжаєва — Айгуль
- Худайберди Ніязов — епізод
- А. Константинов — епізод
- А. Комеков — епізод
- Піркулі Атаєв — епізод
- Чари Бердиєв — епізод
- Мерген Ніязов — епізод
- Берди Аширов — епізод
- Чари Ходжанов — епізод
- Чари Мередов — епізод
- Акмурад Бяшимов — епізод
- Дурдимамет Ораєв — епізод
- Гурбанназар Атакгаєв — епізод
- Реджеп Реджепов — епізод
- Мікаель Міносян — епізод
- Оразберди Арриков — епізод
- Нурджемал Союнова — епізод
- Райхан Айткожанова — Габбас
- Олександр Андрієнко — епізод
- Віктор Іллічов — Максим
- Раїса Недашківська — мати
- Ігор Єфімов — епізод

## Знімальна група
- Режисер — Халмамед Какабаєв
- Сценаристи — Халмамед Какабаєв, Євген Митько
- Оператор — Едуард Реджепов
- Композитор — Реджеп Реджепов
- Художник — Олександр Чернов